# Halina Barucha
Halina Barucha, po mężu Treśka (ur. 5 stycznia 1950, zm. 18 października 2018) – polska lekkoatletka, specjalizująca się w rzucie dyskiem, mistrzyni Polski.

## Kariera sportowa
Była zawodniczką Wisły Kraków.
Na mistrzostwach Polski seniorek na otwartym stadionie zdobyła dwa medale w rzucie dyskiem: złoty w 1975 i srebrny w 1974. 
Po zakończeniu kariery sportowej pracowała w dziale finansowym swojego klubu, w tym przez 15 lat jako główna księgowa. W 2005 została "za zasługi dla rozwoju sportu" odznaczona Srebrnym Krzyżem Zasługi.
Rekord życiowy w pchnięciu kulą: 15,09 (28.05.1977), w rzucie dyskiem: 56,12 (29.05.1975).